# Kuala Merbau
Kuala Merbau is een bestuurslaag in het regentschap Kepulauan Meranti van de provincie Riau, Indonesië. Kuala Merbau telt 2298 inwoners (volkstelling 2010).